# Pfarrkirche St. Radegund (Oberösterreich)

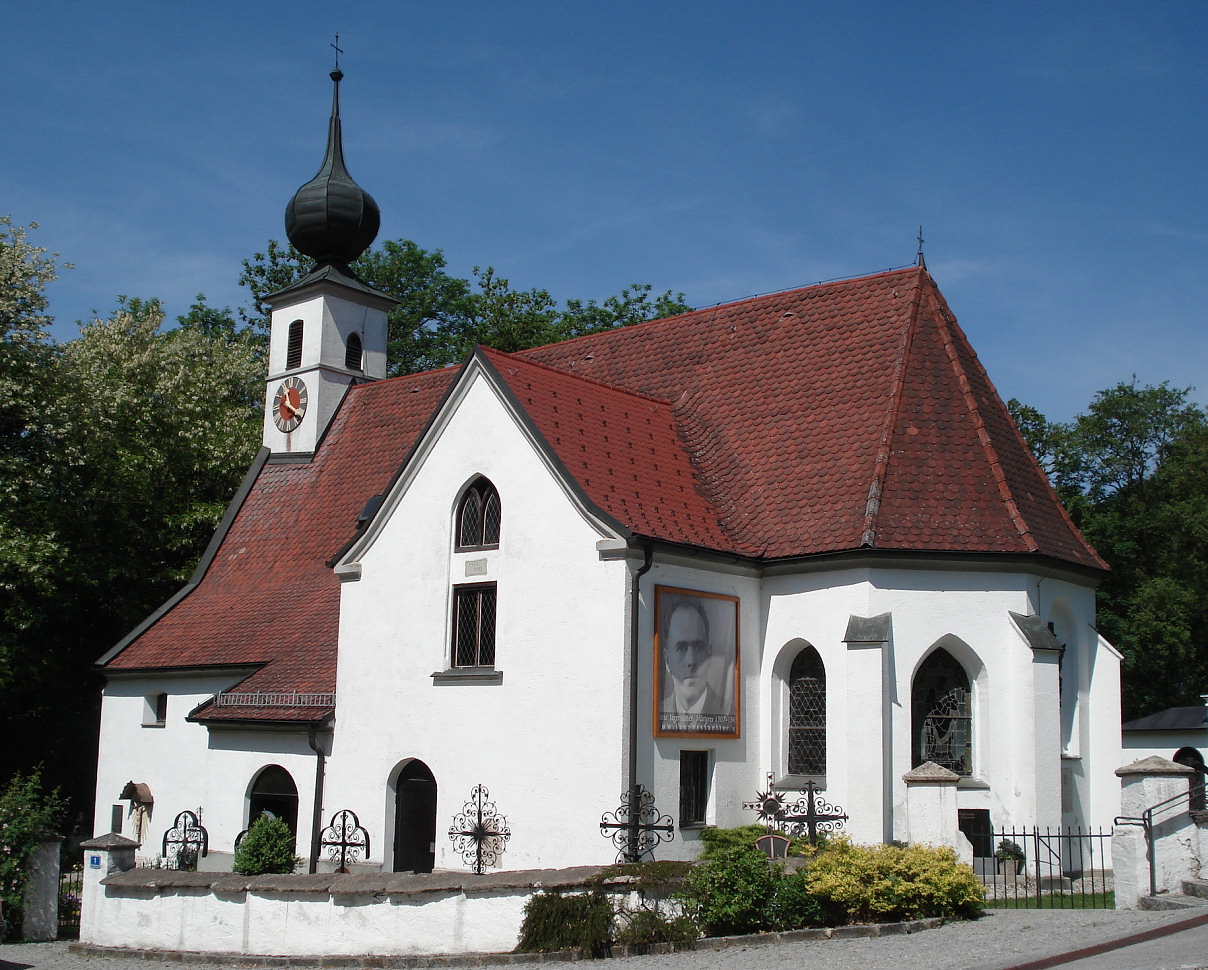
Pfarrkirche St. Radegund mit einem großformatigen Porträt Franz Jägerstätters

Die Pfarrkirche St. Radegund steht in der Ortschaft Hadermarkt in der Gemeinde St. Radegund in Oberösterreich. Die römisch-katholische Pfarrkirche Radegundis gehört zum Dekanat Ostermiething in der Diözese Linz. Die Kirche und der Friedhof stehen unter Denkmalschutz.

## Geschichte
Die Kirche wurde 1372 urkundlich genannt. 1422 wurde die Kirche geweiht.

## Architektur
Der spätgotische Kirchenbau aus Tuffstein steht in reizvoller Lage nahe an einem Steilufer an der Salzach. Das vierjochige Langhaus ist im östlichsten Joch einschiffig und wurde 1560 bei den drei davon westlichen Jochen mit schmalen Seitenschiffen mit gegen das Mittelschiff aufsteigenden halben Kreuzrippengewölben erweitert. Das Mittelschiff hat ein Netzrippengewölbe. Der einjochige Chor mit einem Fünfachtelschluss ist netzrippengewölbt. Die Westfassade hat ein spätgotisches Rundfenster und zwei Rundbogenfenster. Die Westempore ist barock. Im Westen ist ein barocker Dachreiter mit einem Zwiebelhelm. Am gotischen kielbogigen Südportal mit einer Türe mit einem gotischen Schlossbeschlag steht eine Vorhalle.

## Ausstattung
Der Hochaltar aus dem 3. Viertel des 18. Jahrhunderts entstand unter Verwendung älterer Teile. Die Seitenaltäre sind aus dem Ende des 18. Jahrhunderts. Die Kanzel entstand um 1730.
Im Langhaus ist eine gotische Statue Schmerzhafte Gottesmutter aus dem Ende des 15. Jahrhunderts. Das gotische Holzrelief Abendmahl, wohl bayrisch, vielleicht aus dem Umkreis von Hans Leinberger, um 1520, befindet sich als Leihgabe im OÖ Landesmuseum. In der Vorhalle sind Totengedenkbilder von Johann Baptist Wengler aus der Mitte des 19. Jahrhunderts.
2009 wurde das Grab des Seligen Franz Jägerstätter an der Außenmauer der Pfarrkirche geöffnet und die Überreste gehoben. Im Zuge der Renovierung und Neugestaltung der Pfarrkirche in den Jahren 2015 und 2016 wurde der Altarraum vom oberösterreichischen Künstler Christoph Mayer und dem Berliner Architekten Petr Barth neu gestaltet. Die Überreste Jägerstätters wurden dabei in einem gläsernen Reliquiar in den Volksaltar eingesetzt. Dadurch wurde das Schicksal Jägerstätters gewürdigt, der sich während des Nationalsozialismus weigerte Soldat zu werden und daraufhin 1943 zum Tode verurteilt wurde.